# Workin' for a Livin'
«Workin' for a Livin'»  es un sencillo de la banda de rock estadounidense Huey Lewis and the News, lanzado en 1982. Incluida en su álbum de 1982 Picture This, alcanzó el número 20 en la lista Billboard Album Rock Tracks y el número 41 en el Billboard Hot 100.  

## Información de la canción
Según Huey Lewis, la canción era semiautobiográfica sobre trabajos pasados que tuvo antes de convertirse en músico. Lewis lo había escrito durante su época de camionero. "Lo escribí cuando realmente estaba trabajando", dijo Lewis. "Pensé en todos los trabajos que simplemente surgieron". Algunos de los trabajos enumerados en la canción (ayudante de camarero y camarero) también fueron trabajos que Lewis tuvo antes de convertirse en músico.
La canción fue icluida en la película de 1988 Big, protagonizada por Tom Hanks.

## Posicionamiento en listas
| Lista (1982)                                 | Máxima posición |
| -------------------------------------------- | --------------- |
| Estados Unidos (Billboard Hot 100)           | 41              |
| Estados Unidos (Billboard Album Rock Tracks) | 20              |

## Otras versiones
En 2007, Lewis grabó la canción a dúo con el cantante de música country Garth Brooks. Esta versión a dúo fue lanzada como sencillo el 17 de diciembre de 2007 y está incluida en el álbum recopilatorio de Brooks, The Ultimate Hits.
Es la primera aparición de Huey Lewis en la lista Billboard Hot Country Songs, donde el sencillo alcanzó el puesto 19.

## Posicionamiento en listas
| Lista (2008)                                 | Máxima posición |
| -------------------------------------------- | --------------- |
| Estados Unidos (Billboard Hot Country Songs) | 19              |